# Station Szczytno
Station Szczytno is een spoorwegstation in de Poolse plaats Szczytno aan de spoorlijnen van Olsztyn naar Ełk en van Szczytno naar Ostrołęka. De laatste lijn was gesloten, maar kent sinds 2016 treinen vanuit Olsztyn via Szczytno tot Szymany en vervolgens via een 1,6 km lang nieuw tracé naar Luchthaven Olsztyn-Mazury (Szczytno-Szymany).
Tot 1992 was er ook een spoorverbinding met Biskupiec.